# Dynamisk vikt
Dynamisk vikt används vid specifikation av järnvägsfordon och utgöres av den nedåtriktade kraft som en hjulaxel ger av fordonets nettovikt, last samt av de dynamiska krafter som orsakas av axelmassans tröghet. Uttryckes av tradition i ton (ej kN).
På lokomotiv, som numera har drivmotorerna monterade på hjulaxlarna, kan den dynamiska vikten öka avsevärt. Man minskar problemet genom att reduktionsväxeln flyttar tyngdpunkten bort från axelcentrum. Ett tröghetsmoment uppstår då mellan ett momentstag och drivhjulet.